# Mario Benazzi
Mario Benazzi (Cento, 29 d'agost de 1902 - Pisa, 6 de desembre de 1997) va ser un zoòleg italià, professor al Istituto di Zoologia e Anatomia Comparata de la Universitat de Pisa. Va publicar treballs sobre platihelmints i citogenètica evolutiva.
S'ha honrat a Benazzi amb el noms d'espècie del poliquet Diurodrilus benazzii Gerlach, 1952, del copèpode Colobomatus benazzii Delamare Deboutteville & Nunes Ruivo, 1958, i del triclàdide Dugesia benazzii. L'any 1971 va ser elegit membre nacional de la Accademia dei Lincei.